# Schifffahrtszeichen

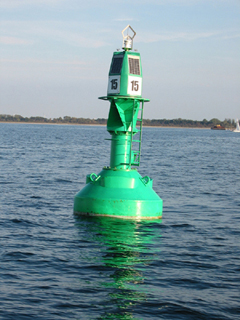
Steuerbordtonne 15 im Fehmarnsund-Fahrwasser

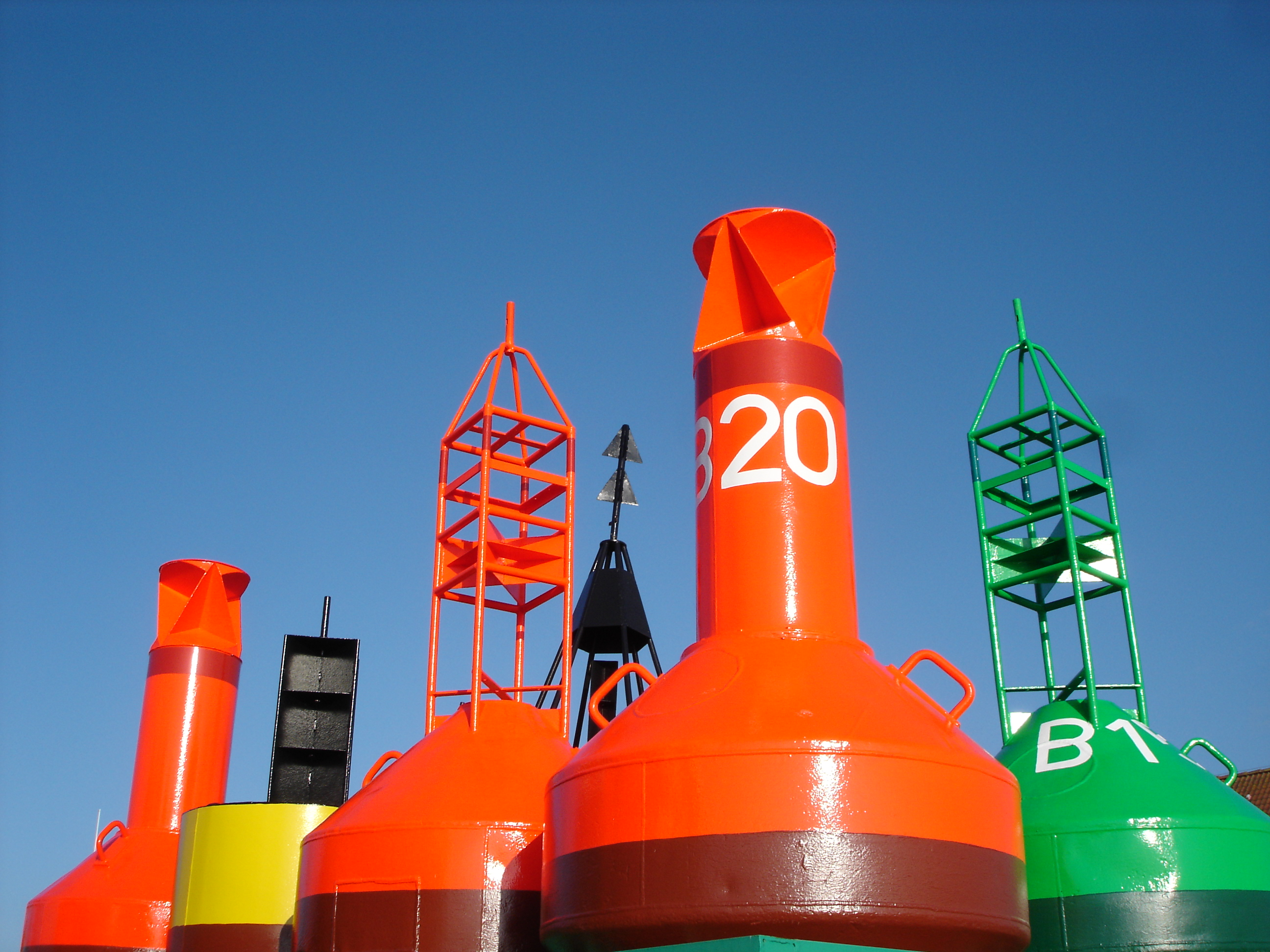
Verschiedene Tonnen auf Norderney

Schifffahrtszeichen (im Küstenbereich und im Bereich der Seeschifffahrtsstraßen auch Seezeichen genannt) sind hör- oder sichtbare Markierungen, die als Navigationshilfen in der Schifffahrt dienen. Zusammen mit den Seekarten im Küstenbereich sowie den elektronischen Navigationskarten für Binnenschifffahrtsstraßen (IENC) im Binnenbereich ermöglichen sie sicheres Navigieren. Typische Schifffahrtszeichen sind Tonnen, Baken und Leuchttürme.
Für Deutschland sind die Zeichen in den internationalen Kollisionsverhütungsregeln, der Seeschifffahrtsstraßen- sowie in der Binnenschifffahrtsstraßen-Ordnung, in der Schweiz in der Binnenschifffahrtsverordnung geregelt.
Über die Ausgestaltung international gültiger Seezeichen ist die International Association of Marine Aids to Navigation and Lighthouse Authorities (IALA) zuständig, die dazu entsprechende Richtlinien zusammen mit der internationalen Seeschifffahrts-Organisation IMO herausgibt.

## Geschichte
Die ersten Seezeichen waren natürliche Navigationshilfen wie Baumgruppen oder Küstenformationen. Später traten künstliche Zeichen hinzu, die im heute deutschsprachigen Raum zunächst alle Baken (Zeichen) genannt wurden: Steinhaufen oder Holzgerüste, fest oder schwimmend, mit oder ohne nachts entzündetem Feuer. 1225 erlaubte Waldemar II die Errichtung eines Seezeichens auf Falsterbo (Hansisches Urkundenbuch, s. Ref.), 1226 wird ein Seezeichen bei Travemünde erwähnt (Lübisches Urkundenbuch, s. Ref.).

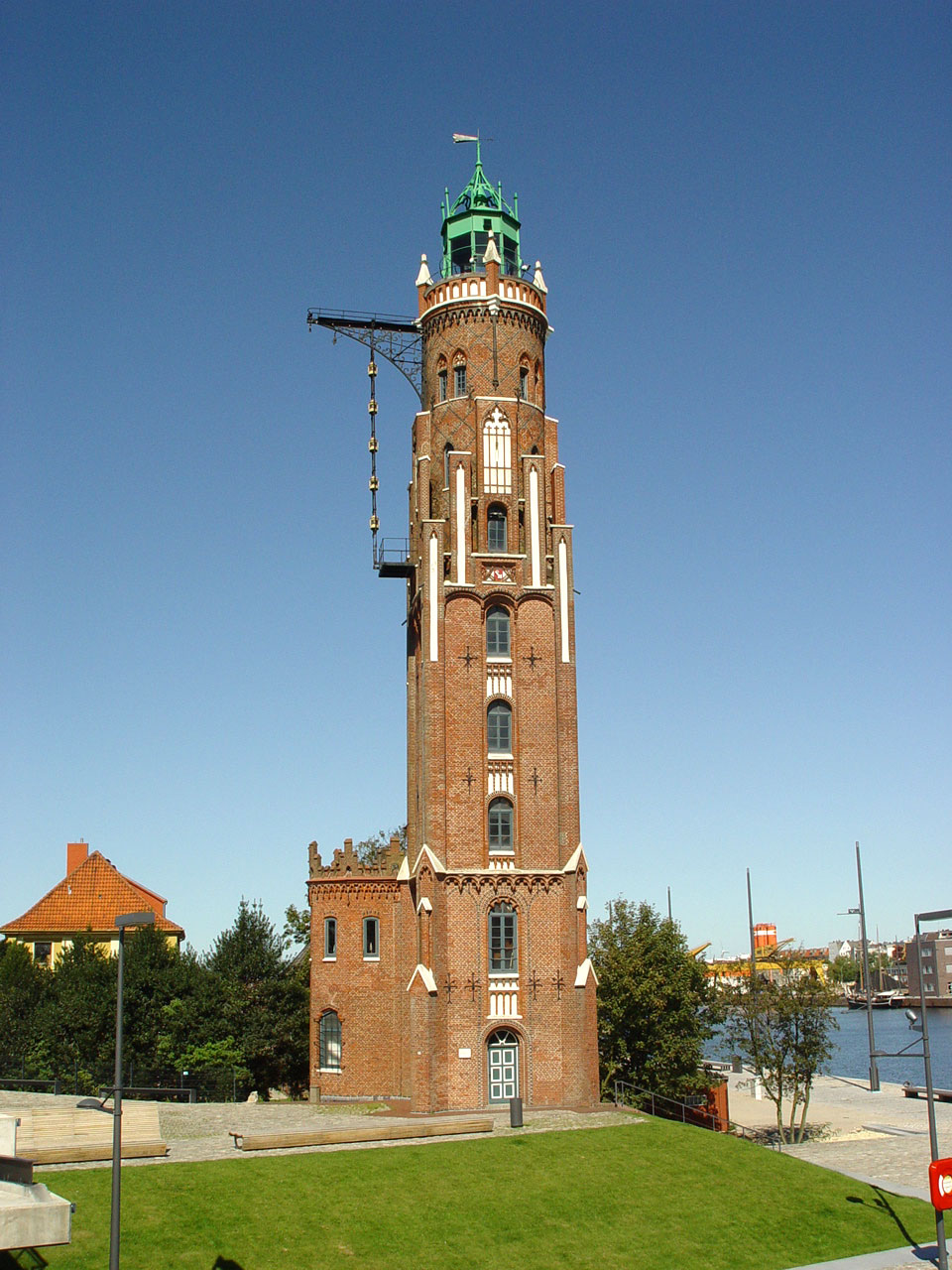
Loschenturm von 1854 in Bremerhaven

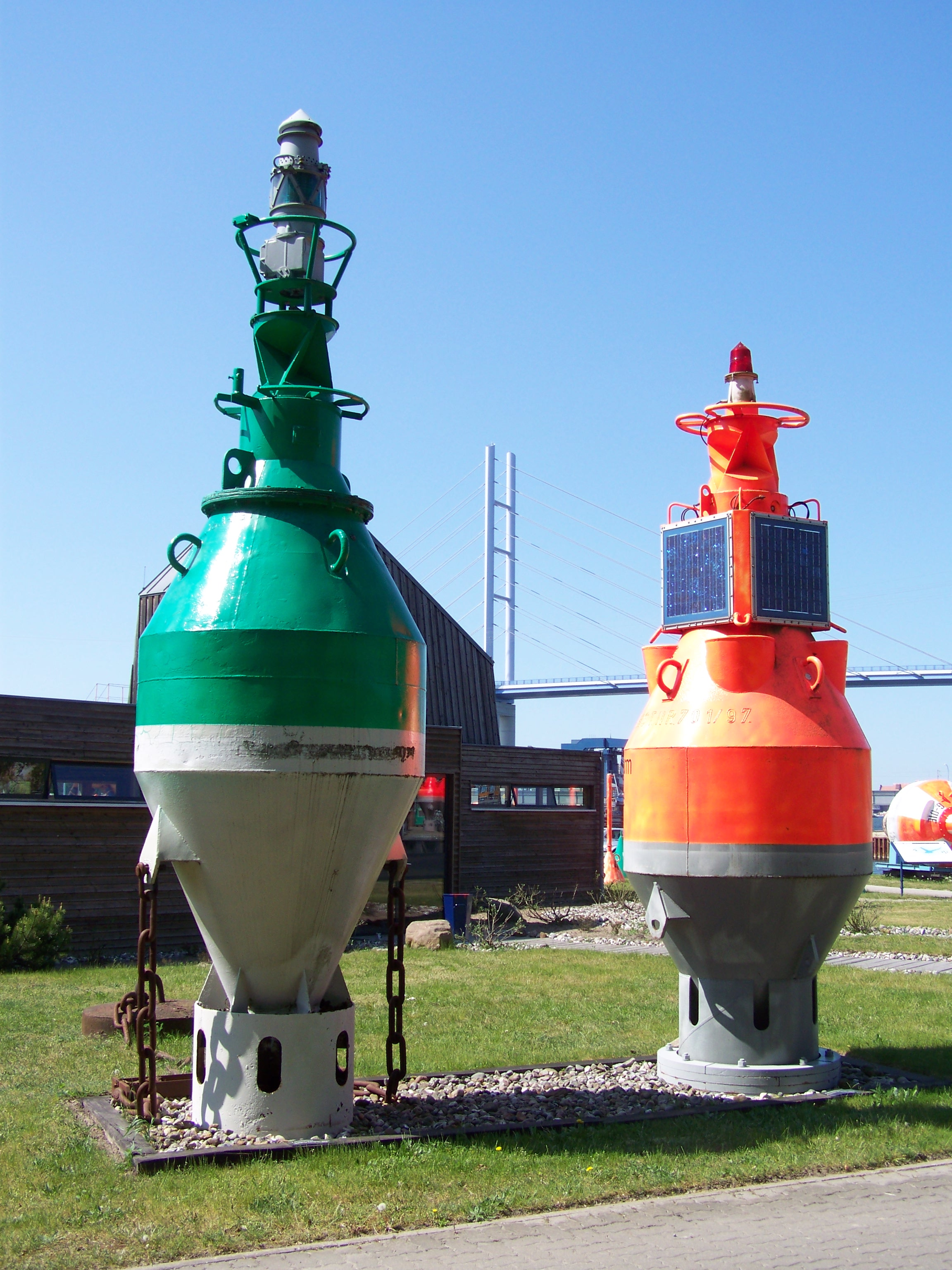
Zwei Flachwassertonnen (im Nautineum Dänholm)

Ab 1286 plante Hamburg die Errichtung eines Turmes mit Laterne auf der Insel Neuwerk in der Elbmündung, der nicht nur als Wehrturm zur Sicherung der Region diente, sondern am Tage auch als Landmarke. Es gibt erhaltene Dokumente, die belegen, dass ab dem 14. Jahrhundert schwimmende Seezeichen auslagen. Die sogenannte Schartonne in der Außenelbe wird 1466 erwähnt. Die Hamburger Kaufmannschaft brachte sie mit einem Kauffahrteischiff aus.
Als schwimmende Seezeichen waren Tonnen meist wie ein Fass aus Eichenholz mit Eisenringen gefertigt. Später entwickelten sich die verschiedenen heutigen Formen. Um 1900 gab es im Elbstrom etwa 134 Tonnen.
Zunächst waren alle Tonnen schwarz, da man sie wie alle hölzernen Baken mit Teer und Pech konservierte. Ab 1575 begann man, auch weiße Tonnen auszulegen. 1887 ordnete der Reichskanzler (Otto von Bismarck) durch die Bekanntmachung, betreffend die einheitliche Bezeichnung der Fahrwasser und Untiefen in den deutschen Küstengewässern eine einheitliche Betonnung an den deutschen Küsten an: Rote Spierentonnen (schlank, stabförmig) an der Steuerbordseite und schwarze, spitze Tonnen an der Backbordseite.
Seit 1982 gilt für die Betonnung der Seewege international die Regelung der IALA. Diese beinhaltet ein weltweit einheitliches System von fünf verschiedenen Tonnentypen: laterale, kardinale, Mitte-Fahrwasser-, Einzelgefahrenstellen- und sonstige Tonnen. Dabei ist das Lateralsystem je nach Region in zwei unterschiedlichen Formen definiert.

## Funktion

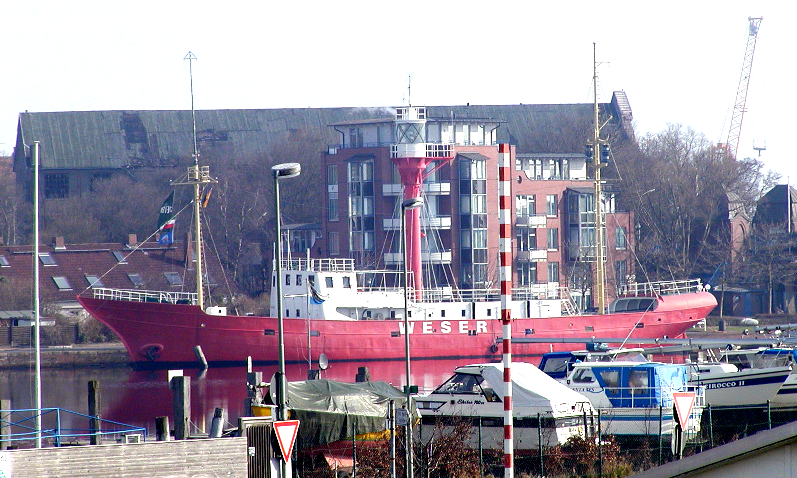
Feuerschiff Weser, früher positioniert am Hohen Weg, der Trennungsstelle zwischen Weser-Einfahrt und Jadefahrwasser, heute im Wilhelmshavener Museumshafen

Seezeichen dienen der Navigation nach Sicht und sind zur Orientierung der Seefahrer häufig an Gefahrenstellen sowie in Flüssen und schiffbaren Binnenseen positioniert.
Sie sind durch Form und Farbe sowie teilweise durch Lichtsignale (Befeuerung) eindeutig unterscheidbar und haben international festgelegte Bedeutungen. Oft sind Tonnen mit einem Radarreflektor versehen damit sie auf dem Schiffsradar gut erkennbar sind. Seezeichen mit Radarantwortbaken (Racon) identifizieren sich auf einem Radarschirm mit besonderen Zeichen (meist Morsecodes), die in Seekarten eingetragen sind.
Schwimmende Seezeichen sind Feuerschiffe und Tonnen. Der häufig in diesem Zusammenhang verwendete Begriff Boje ist für Seezeichen unüblich.
In der allgemeinen Lehre der Zeichen (Semiotik) ist ein Seezeichen ein Signal.

## Typen

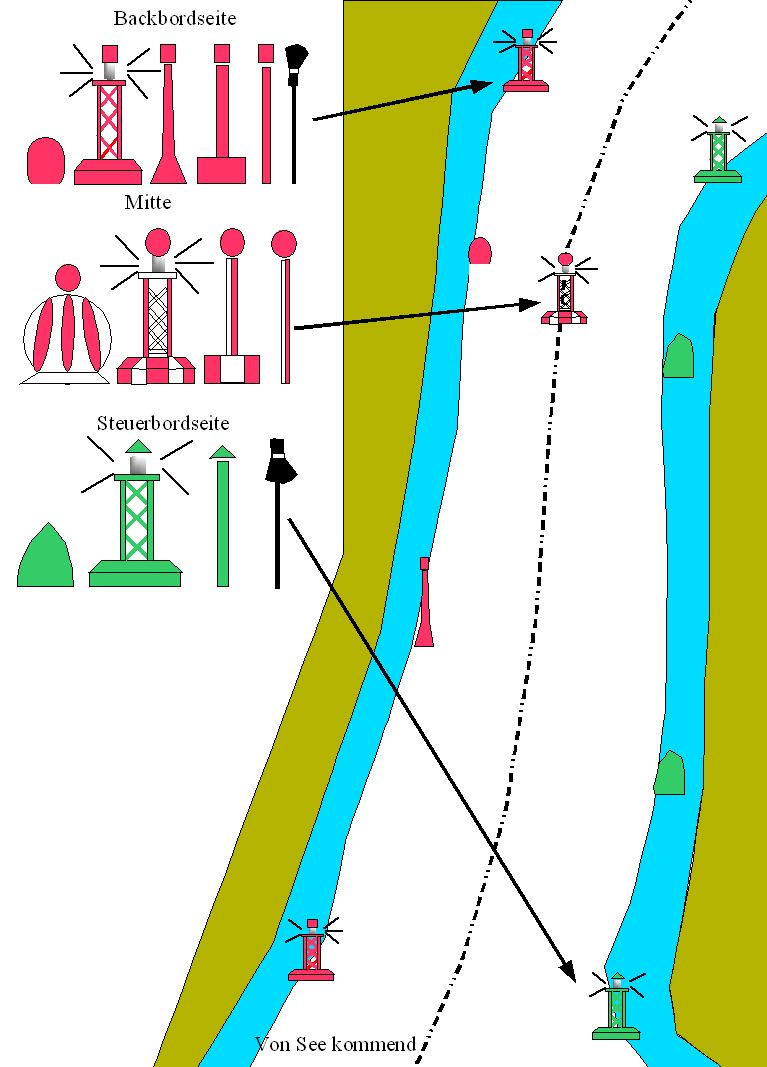
Fahrwasserzeichen

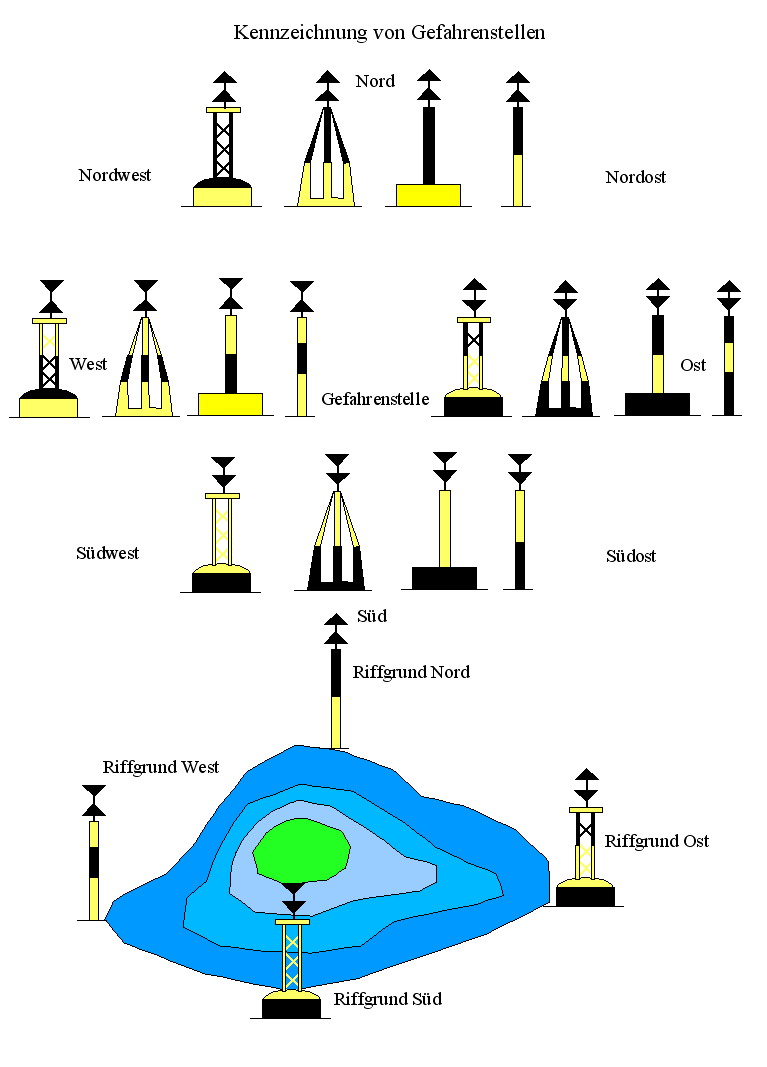
Kardinale Kennzeichnung von Gefahrenstellen

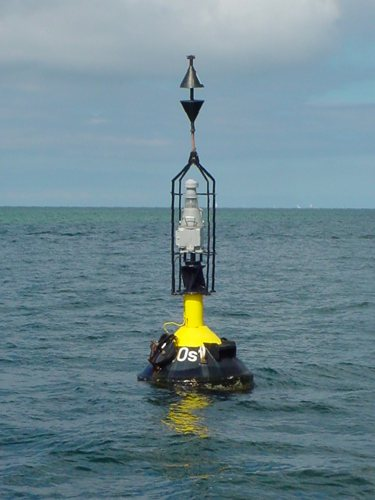
Östliche Kardinaltonne

Es wird unterschieden zwischen schwimmenden, mittels Ankerkette mit dem Grund verbundenen und festen, starr mit dem Grund verbundenen Seezeichen. Im Einzelnen kann man alle Seezeichen nach ihrer Form und Farbe unterscheiden, oft auch nach Form und Farbe der Toppzeichen.

### Schwimmende Seezeichen
- Feuerschiffe
- Lateralzeichen zur Bezeichnung der Fahrwassergrenzen. In der Region A des IALA-Lateralsystems, zu der Europa gehört, verwendet man (von See kommend gesehen, zu Berg betonnt):
  - an Backbord: rot, mit stumpfen Toppzeichen
    - Spierentonnen
    - Bakentonnen
    - Stumpftonnen

  - an Steuerbord: grün, mit spitzen Toppzeichen
    - Spitztonnen
    - Bakentonnen

- Lateralzeichen zur Bezeichnung der Fahrwassergrenzen. In der Region B des IALA-Lateralsystems verwendet man (von See kommend gesehen, zu Tal betonnt):
  - an Backbord: grün, mit stumpfen Toppzeichen
    - Spierentonnen
    - Baken
    - Stumpftonnen

  - an Steuerbord: rot, mit spitzen Toppzeichen
    - Spitztonnen
    - Bakentonnen

- Mitte-Fahrwasser-Zeichen, zur Ansteuerung von Einfahrten oder zur Kennzeichnung sicherer Fahrwasser:
  - Baken-, Kugeltonnen

- Bezeichnung von Gefahrenstellen (Kardinalsystem, zur Warnung vor Untiefen, Unterwasser-Hindernissen wie Wracks, Buhnen und sonstigen Schifffahrtshindernissen), auch als Einzelgefahrzeichen

- Sonderzeichen – gelb mit Kreuz als Toppzeichen – bezeichnen besondere Gebiete oder Stellen

- zum Festmachen
  - Festmachtonnen

Die gedachte Linie entlang von Reihen gleichartiger Tonnen, zum Beispiel an den Fahrwasserrändern, wird als Tonnenstrich bezeichnet.

### Feste Seezeichen
- Leuchttürme
- Bezeichnung des Fahrwassers
  - Backbord
    - Bake, rot (bei Lateralsystem A) oder stumpfes Toppzeichen, in der Regel ein Zylinder
    - Pricke (auch Besen), in den Wattboden gestecktes nach oben breites, unten zusammengebundenes Geäst, teilweise auch Bäumchen
    - Stange mit Zylinder-Toppzeichen

  - Steuerbord
    - Bake, grün (bei Lateralsystem A) oder spitzes Toppzeichen, in der Regel ein Kegel
    - Pricke (auch Besen) mit nach unten breitem, oben zusammengebundenem Geäst
    - Stange, gelegentlich mit nach oben zeigendem Dreieck als Toppzeichen

- Seezeichen zur Bezeichnung von Untiefen (Kardinalsystem)

Viele Schifffahrtszeichen, sowohl schwimmende (Leuchttonnen) wie auch feste, können zudem mit einem periodischen oder dauerhaften Licht ausgerüstet sein (vergl. Nachtseezeichen). Die Farbe des Lichtes ist dabei meistens rot, grün oder weiß.

## Klassifizierung
Man kann bei Seezeichen nach der Art ihrer Wahrnehmbarkeit zum Beispiel Tag-, Nacht-, Schall- und Funkzeichen unterscheiden: Tagzeichen sind unbeleuchtet, Nachtzeichen haben eine Befeuerung, Schall- oder Nebelsignale sind akustisch wahrzunehmen, und Funksignale können durch Funkpeilung geortet werden. Dabei sind die letzten beiden Gruppen zunehmend seltener anzutreffen.
Nach ihrer Positionierung kann man Schifffahrtszeichen auch in feste (z. B. Baken und Leuchttürme) und schwimmende untergliedern. Neben Feuerschiffen gehören Tonnen zu den schwimmenden Seezeichen. Sie sind am Grund fest verankert und heute meist aus Stahl oder Kunststoff gefertigt.

### Sichtzeichen
| Seezeichen               | Funktion                                                                         | Aussehen                                     | schw./fest           | Tag/Nacht |
| ------------------------ | -------------------------------------------------------------------------------- | -------------------------------------------- | -------------------- | --------- |
| Leuchtturm               | diverse                                                                          | Turm oder Gitterturm                         | fest                 | T+N       |
| Feuerschiff              | diverse                                                                          | Schiff, oft rot angestrichen                 | schwimmend           | T+N       |
| Bake                     | Sichtzeichen                                                                     | Turm oder Gerüst aus Holz oder Stahl         | fest                 | T         |
| Stange                   | Sichtzeichen                                                                     | Stange oder Pfahl mit Toppzeichen            | fest                 | T         |
| Pricke                   | Fahrwasser-Bezeichnung                                                           | Baumzweige an Stangen oder junger Baum       | fest                 | T+N       |
| Lateralzeichen           | seitliche Fahrwasserbegrenzung (im Binnenbereich: Fahrrinnenbegrenzung)          | rote oder grüne Tonne                        | schwimmend oder fest | T+N       |
| Kardinalzeichen          | Untiefe neben dem Tonnenort                                                      | gelb-schwarze Tonne                          | schwimmend oder fest | T+N       |
| Mitte-Fahrwasser-Zeichen | sicheres Fahrwasser oder Ansteuerung                                             | rot-weiße Tonne                              | schwimmend oder fest | T+N       |
| Einzelgefahrzeichen      | Untiefe am Tonnenort                                                             | rot-schwarze Tonne                           | schwimmend           | T+N       |
| Sonderzeichen            | Kennzeichnung besonderer Gebiete und Stellen                                     | gelb mit gelbem Andreaskreuz als Toppzeichen | schwimmend oder fest | T+N       |
| Notfall-Wracktonne       | Neues, noch nicht in nautischen Veröffentlichungen vermerktes Wrack am Tonnenort | gelb-blaue Tonne                             | schwimmend           | T+N       |
| Festmachetonne           | Festmachen                                                                       | gelbe Tonne                                  | schwimmend           | T(+N)     |
| Kabeltonne               | Kabeltrasse (Ankern vermeiden)                                                   | gelbe Tonne                                  | schwimmend           | T(+N)     |

### Schallzeichen

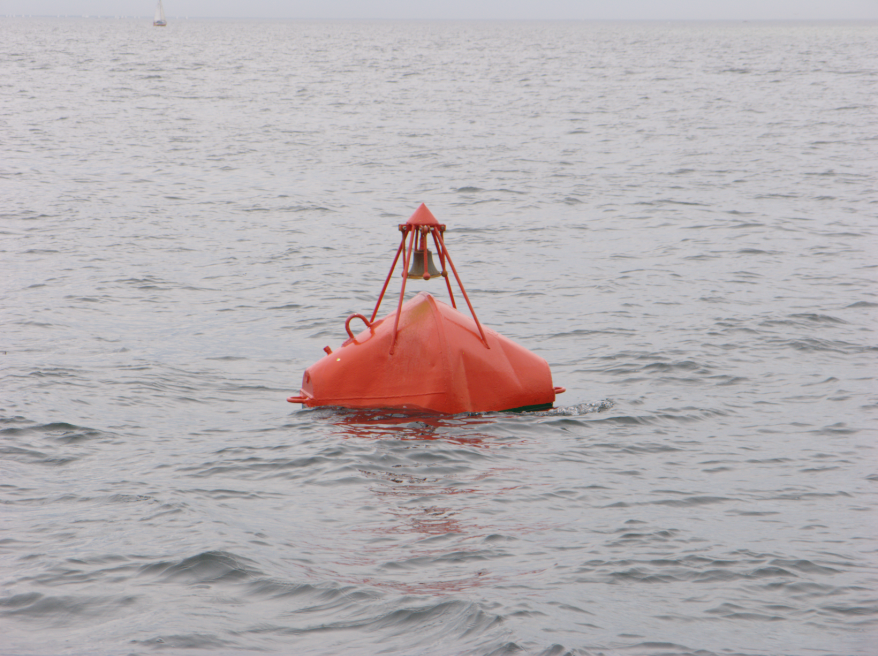
Glockentonne vor Laboe in der Kieler Förde

Manche Sichtzeichen sind zusätzlich mit Schallsignalgebern bestückt:
- Nebelhorn – Akustisches Signal, entweder an einer Tonne, an Bord eines Feuerschiffs oder stationär an Land, um ein Hindernis zu markieren
- Heultonne
- Gongtonne
- Glockentonne: Eine der letzten in Deutschland warnt in der Kieler Förde vor der Untiefe bei Laboe (54° 24′ 48″ N, 10° 12′ 55″ O): Bei Wellengang schlagen vier Klöppel unregelmäßig gegen eine kleine Glocke. Seit April 2022 befindet sich eine weitere Glockentonne im Fahrwasser westlich von Norderney (Tonne D9/B2).

## Tonnen auslegen

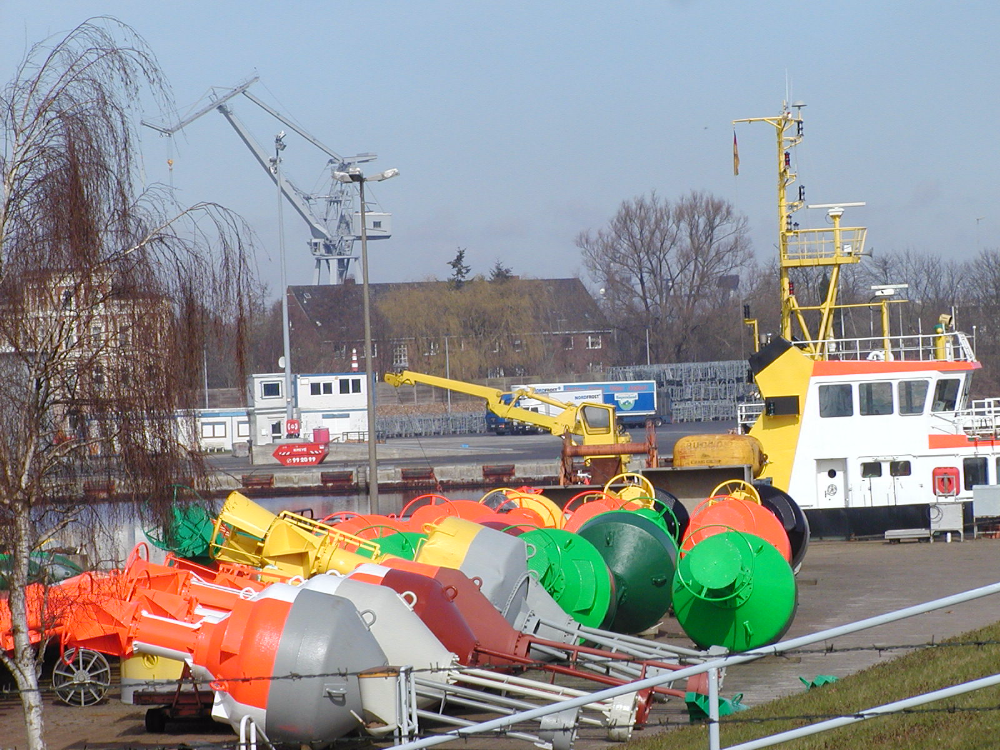
Tonnenhof Wilhelmshaven mit bereit liegenden Tonnen und einem Tonnenleger

Tonnen werden mit Spezialschiffen, sogenannten Tonnenlegern, ausgelegt:

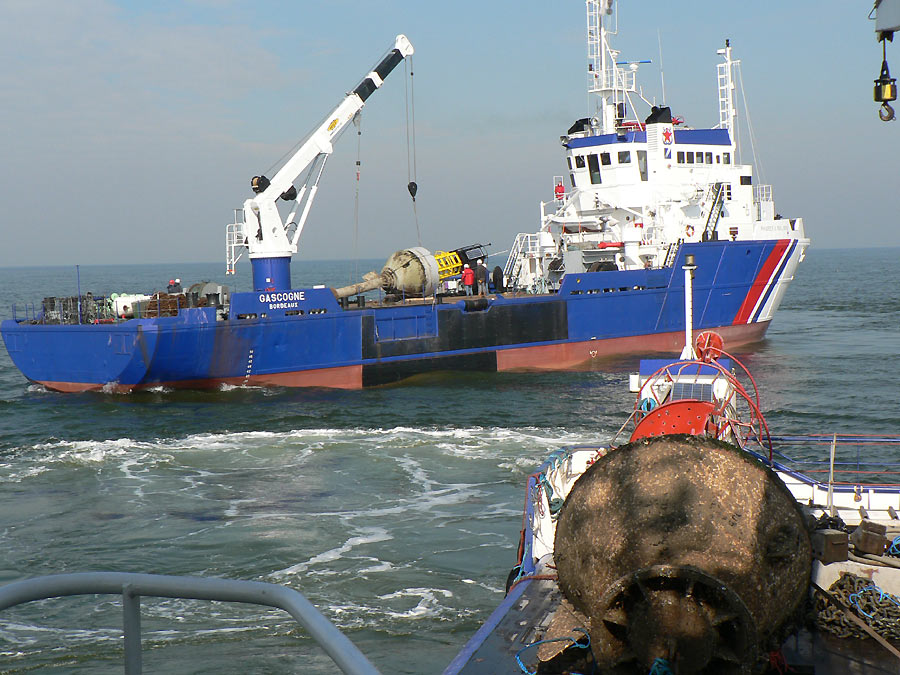
Der französische Tonnenleger Gascogne
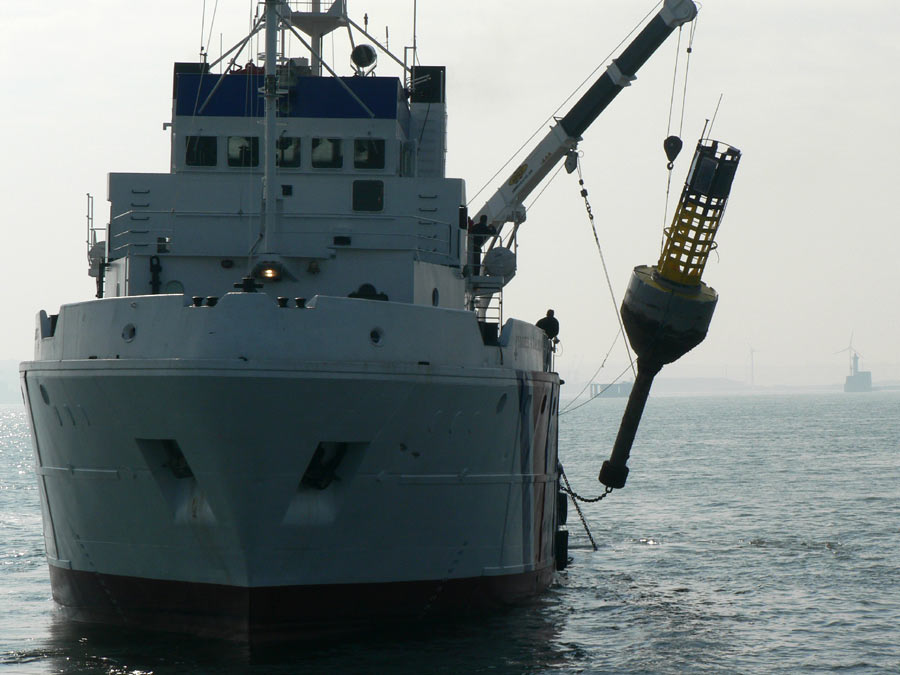
beim Auslegen
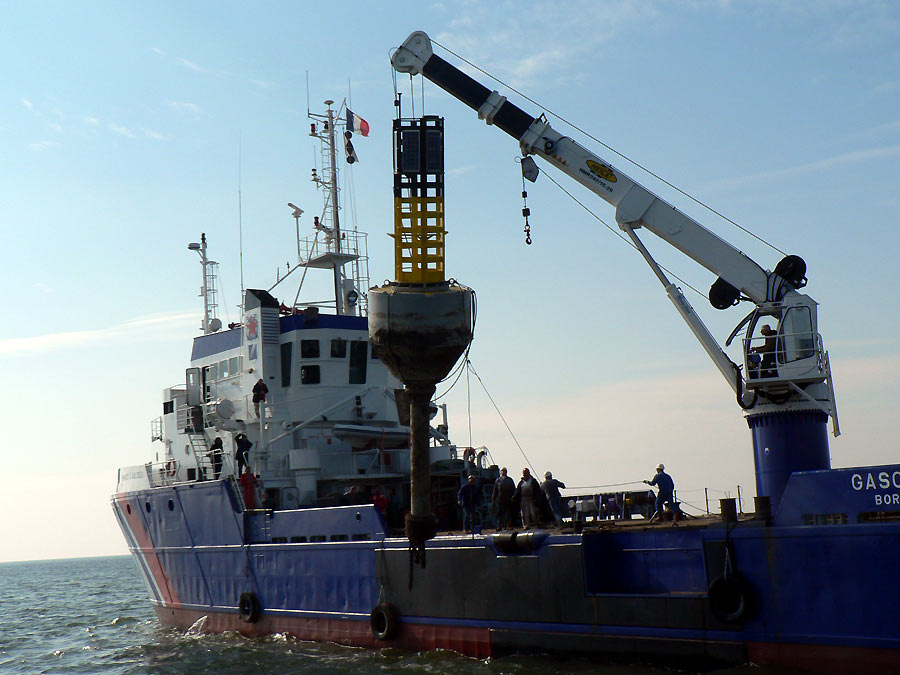
einer Tonne
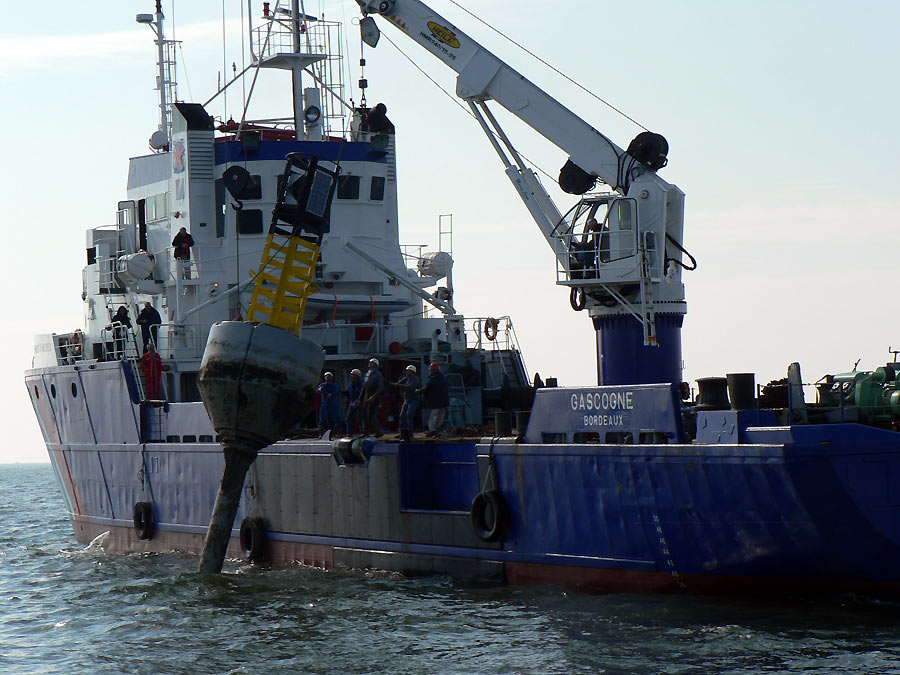
in ruhiger See

## Unterhaltung der Seezeichen in Deutschland
Für die Unterhaltung der Seezeichen ist in den deutschen Hoheitsgewässern die Wasserstraßen- und Schifffahrtsverwaltung des Bundes mit derzeit 17 Wasserstraßen- und Schifffahrtsämtern (WSÄ) zuständig. Zentrale technische Aufgaben werden vom Amt für Binnen-Verkehrstechnik (ehemals Seezeichenversuchsfeld) für die See- und Binnenwasserstraßen wahrgenommen. Tonnen werden in Tonnenhöfen der WSÄ gewartet. Sie werden von Tonnenlegern regelmäßig zur Überholung eingeholt und wieder ausgelegt. So wird zum Beispiel in eisgefährdeten Gewässern im Winter eine besondere Winterbetonnung ausgelegt, die aus Eistonnen besteht, welche einen geringeren Durchmesser haben und dem Eis weniger Angriffsfläche bieten. In Deutschland wurden inzwischen alle Leuchttonnen mit Gasbetrieb gegen Solartonnen ausgetauscht, auf denen LED leuchten. Die Gasflaschen der gasbetriebenen Tonnen mussten noch regelmäßig aufgefüllt bzw. ausgetauscht werden.
In der DDR wurden rund 2000 schwimmende Seezeichen (Tonnen) vom Seehydrographischen Dienst der DDR an der Ostseeküste gewartet. Dabei wurden Heul-, Leucht- und Glockentonnen verwendet.

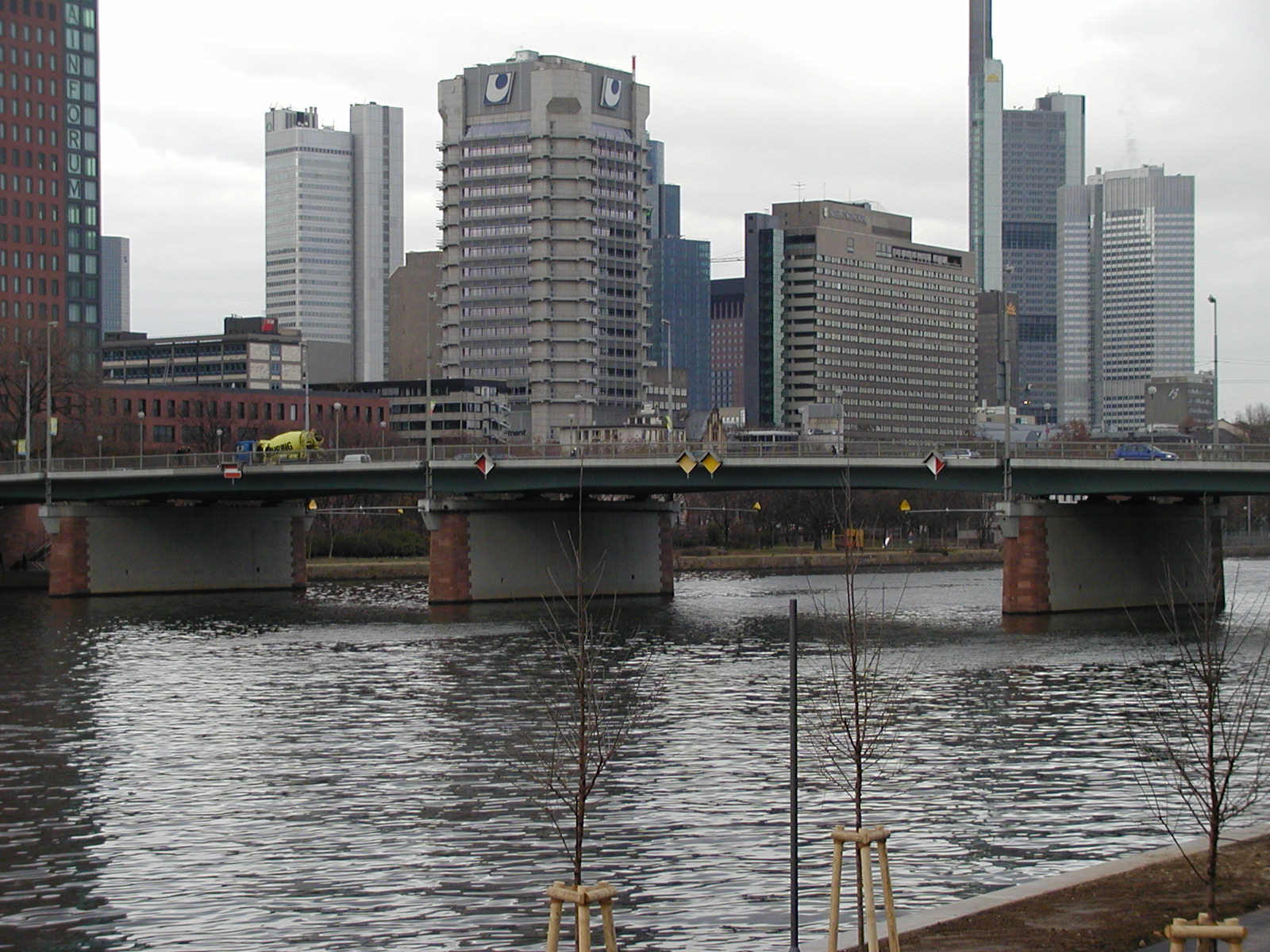
Brückenschilder in Frankfurt am Main

## Schifffahrtszeichen für die Binnenschifffahrt
An Flüssen und Kanälen gibt es eigene Beschilderungen je nach den Notwendigkeiten. Am Ufer der Wasserstraßen finden sich Schilder mit Angaben mit Kilometermarkierungen, zu Ankerverboten oder weiteren Regelungen.
An Brücken finden sich Schilder, die die Durchfahrt regeln, beispielsweise eine Art Einbahnstraßenbetrieb zur Trennung der Richtungen.